# Genioliparis kafanovi
Genioliparis kafanovi és una espècie de peix pertanyent a la família dels lipàrids.

## Descripció
- Fa 34 cm de llargària màxima.[4]

## Hàbitat
És un peix marí i batipelàgic que viu entre 987 i 1.727 m de fondària.

## Distribució geogràfica
Es troba al mar de Ross.

## Observacions
És inofensiu per als humans.